# DUO陳奕迅世界巡迴演唱會
「DUO陳奕迅」世界巡迴演唱會是由香港著名男歌手陳奕迅演出之世界巡迴演唱會，於2010至2012年間在亞洲和美、加各大城市舉行。演唱會首站－《DUO陳奕迅2010演唱會》於2010年3月20日至4月6日在香港體育館舉行，一連18場。

## 製作概念
這次演唱會是繼陳奕迅2007年《Eason's Moving On Stage》巡迴演唱會後第二個世界巡迴演唱會。演唱會主題「DUO」說的是「雙面」，概念來自於波蘭導演奇斯洛夫斯基的經典電影《兩生花》 (The Double Life of Véronique)，舞台設計朱祖兒、服裝設計何志恩都認為Eason的內心、或說每個人其實都有兩種相反面貌，所以從髮型、服裝到鞋襪，Eason都把自己一分為二。而台上數個環環相扣逆轉的灰色大齒輪，則是用時間的巨輪演繹愛情的起伏轉變。

## 製作班底
包含歌手盧凱彤、恭碩良、填詞人陳詠謙、作曲家孫偉明、MV導演兼作曲人張傑邦、結他手兼作曲人蘇德華等。陳奕迅為紀念他與班底的深厚友誼，特意邀請團隊每位成員各寫一曲/填詞，製作橫跨2011~2018年，最終於2018年12月12日推出大碟《L.O.V.E.》。

## 外間評價
陳奕迅開演唱會前因感冒及喉嚨勞損導致聲沙，但仍堅持演出沒有取消，更要靠打類固醇針開聲完成多場演唱會，雖然演出態度認真，但有不少歌迷指他「爛聲」影響表演質素。黃偉文在微博更寫道：「今晚，每當台上出現一個危顛顛的音符時，全場萬多觀眾就會動用一種保家衛國的熱血激昂大喊「Eason加油！」。忽然有種奇妙的感覺 - 陳奕迅就是香港！陳奕迅聲帶的安定繁榮，就是香港的安定繁榮！」
不計陳奕迅是現今碩果僅存的實力派歌手，單純以今次的演唱會主題而言，意念創新，實際執行上來卻帶點有心無力。DUO的概念是不俗，但要從眾多歌曲之中選出題材對應的實在不容易（是以會有人埋怨怎麼老是唱別人的歌），加上沒有幾多人會當場仔細分析所有選曲的意義（因而有不少人批評曲目混亂），更不巧的是陳奕迅本人當時確實並非處於最佳狀態（時也命也），故難怪外界對今次演唱會毀譽參半。── 新浪網
演唱會DVD推出後，當中的《陀飛輪》、《與我常在》、《我的快樂時代》、《不來也不去》、《浮誇》等歌曲的音色雖不完美，卻唱出很強的感染力，故被不少歌迷視為經典。及至2023年，DUO的《陀飛輪》現場演唱版本更獲外國歌唱老師Rozette的高度評價。多位著名行內音樂人指出,是次演唱會是21世紀來臨以來,最獨特和成功的一場。

## 演出城市及場次
| 2010年 | 2010年                | 2010年         | 2010年                      |
| 場次   | 日期                  | 城市           | 場地                        |
| ------ | --------------------- | -------------- | --------------------------- |
| 1-18   | 2010年3月20日﹣4月6日 | 香港           | 香港體育館                  |
| 19     | 2010年9月18日         | 新加坡         | 新加坡室內體育館            |
| 20     | 2010年10月2日         | 悉尼           | Sydney Entertainment Centre |
| 21     | 2010年10月3日         | 墨爾本         | Palladium at Crown          |
| 22     | 2010年12月11日        | 澳門           | 金光綜藝館                  |
| 23     | 2010年12月14日        | 加拿大溫哥華   | 羅渣士體育館                |
| 24     | 2010年12月16日        | 加拿大多倫多   | Hershey Centre              |
| 25     | 2010年12月25日        | 美国拉斯維加斯 | MGM Grand Garden Arena      |
| 26     | 2010年12月26日        | 美国舊金山     | Nob Hill Masonic Center     |

| 2011年 | 2011年            | 2011年             | 2011年                                     |
| 場次   | 日期              | 城市               | 場地                                       |
| ------ | ----------------- | ------------------ | ------------------------------------------ |
| 27-28  | 2011年1月14﹣15日 | 臺灣台北           | 台北小巨蛋                                 |
| 29     | 2011年1月29日     | 臺灣高雄           | 高雄巨蛋                                   |
| 30     | 2011年4月16日     | 中国大陆成都       | 成都市體育中心                             |
| 31     | 2011年5月18日     | 新西兰奧克蘭       | Trusts Stadium                             |
| 32     | 2011年5月20日     | 柏斯               | Challenge Stadium                          |
| 33     | 2011年5月22日     | 墨爾本 (Part II)   | Melbourne Convention and Exhibition Centre |
| 34-35  | 2011年6月17﹣18日 | 中国大陆溫州       | 溫州體育中心                               |
| 36     | 2011年8月6日      | 马来西亚吉隆坡     | 默迪卡體育館                               |
| 37     | 2011年9月3日      | 中国大陆常州       | 常州奧林匹克體育中心                       |
| 38     | 2011年9月17日     | 中国大陆廈門       | 廈門市體育中心                             |
| 39     | 2011年9月29日     | 中国大陆北京       | 北京工人體育場                             |
| 40     | 2011年10月15日    | 中国大陆上海       | 虹口足球場                                 |
| 41     | 2011年11月12日    | 臺灣台中           | 國立臺灣體育學院體育場                     |
| 42     | 2011年11月19日    | 臺灣新北市         | 板橋第一體育場                             |
| 43     | 2011年12月3日     | 臺灣高雄 (Part II) | 高雄巨蛋                                   |
| 44     | 2011年12月24日    | 中国大陆廣州       | 天河體育中心                               |
| 45     | 2011年12月31日    | 中国大陆福州       | 福建省體育中心                             |

| 2012年 | 2012年              | 2012年                 | 2012年                     |
| 場次   | 日期                | 城市                   | 場地                       |
| ------ | ------------------- | ---------------------- | -------------------------- |
| 46     | 2012年4月23日       | 英国倫敦               | O2體育館                   |
| 47     | 2012年5月4日        | 中国大陆鄭州           | 航海體育場                 |
| 48     | 2012年5月11日       | 中国大陆西安           | 陝西省體育場               |
| 49     | 2012年5月18日       | 中国大陆武漢           | 武漢體育中心               |
| 50     | 2012年5月26日       | 中国大陆長沙           | 賀龍體育文化中心           |
| 51     | 2012年6月2日        | 中国大陆重慶           | 重慶奧林匹克體育中心       |
| 52     | 2012年6月9日        | 中国大陆綿陽           | 綿陽南河體育中心           |
| 53     | 2012年6月16日       | 中国大陆成都 (Part II) | 成都市體育中心             |
| 54     | 2012年6月23日       | 中国大陆昆明           |                            |
| 55     | 2012年6月30日       | 中国大陆南寧           | 廣西體育中心               |
| 56     | 2012年7月7日        | 中国大陆深圳           | 深圳灣體育中心             |
| 57     | 2012年7月14日       | 中国大陆泉州           | 泉州海峽體育中心體育場     |
| 58     | 2012年7月21日       | 中国大陆合肥           | 合肥奧林匹克體育中心       |
| 59     | 2012年9月1日        | 中国大陆杭州           | 黃龍體育場                 |
| 60     | 2012年9月8日        | 中国大陆南京           | 南京奧林匹克體育中心       |
| 61     | 2012年9月15日       | 中国大陆天津           | 天津奧林匹克中心體育場     |
| 62     | 2012年9月22日       | 中国大陆濟南           | 濟南奧林匹克體育中心體育場 |
| 63     | 2012年9月30日       | 中国大陆佛山           | 佛山世紀蓮體育中心         |
| 64-65  | 2012年10月20日-21日 | 新加坡 (Part II)       | 濱海灣金沙                 |
| 66     | 2012年12月20日      | 澳門 (Part II)         | 澳門奧林匹克體育場         |

| 各大洲／地區總場數 | 各大洲／地區總場數 | 各大洲／地區總場數 | 各大洲／地區總場數 | 各大洲／地區總場數 | 各大洲／地區總場數 | 各大洲／地區總場數 |
| ------------------ | ------------------ | ------------------ | ------------------ | ------------------ | ------------------ | ------------------ |
| 亞洲               | 亞洲               | 亞洲               | 歐洲               | 美洲               | 大洋洲             | 總場數             |
| 香港               | 中國內地           | 其他地區           | 歐洲               | 美洲               | 大洋洲             | 總場數             |
| 18                 | 26                 | 12                 | 1                  | 4                  | 5                  | 66                 |

## 演唱曲目
Part I 

1. 今天等我來 + 2. 好歌獻給你 

3. 落花流水 + 4. 囍帖街 

5. 七百年後 + 6. 約定 

7. 寂寞夜晚 + 8. 浮誇 

9. Mr. Lonely + 10. 我甚麼都沒有 

11. The End of the World + 12. 我的世界末日 

13. 禁色 + 14. 無人之境 

15. 破曉 + 16. 夕陽無限好

Part II 

17. 人車誌 

18. 裙下之臣 

19. 陀飛輪 

20. 沙龍 

21. 葡萄成熟時
 
22. Medley（熱辣辣+反斗星+頭髮亂了+好戲在後頭）

23. 芳華絕代 

Part III 

24. 不來也不去 

25. 富士山下 

26. 與我常在 

27. 我的快樂時代 

Encore 

28. 反高潮 

29. 天下無雙 

30. PG家長指引 + 31. 那一夜有沒有說?

Part I 

1. 今天等我來 + 2. 好歌獻給你 

3. 落花流水 + 4. 囍帖街 

5. 七百年後 + 6. 約定 

7. 寂寞夜晚 + 8. 浮誇 

9. 禁色 + 10. 無人之境 

11. 破曉 + 12. 夕陽無限好

Part II 

13. 人車誌 

14. 裙下之臣 

15. 陀飛輪 

16. 沙龍 

17. 葡萄成熟時
 
18. Medley（熱辣辣+反斗星+頭髮亂了+好戲在後頭）

19. 芳華絕代 

Part III 

20. 不來也不去 

21. 富士山下 

22. 與我常在 

23. 我的快樂時代 

Encore Part I 

24. 歌．頌 

25. PG家長指引 + 26. 那一夜有沒有說?

27. 反高潮 

Encore Part II 

28. 一絲不掛 

Encore Part III 

29. 單車 

30. 等 

31. 天下無雙 

32. 幸福摩天輪 

（Mr. Lonely）（尾場未有演唱） + 33. 我甚麼都沒有 

34. 抱擁這分鐘 

35. K歌之王 

36. The End of the World + 37. 我的世界末日 

38. 每一個明天 

39. 明年今日 

Encore Part IV 

40. Every Time We Say Goodbye 

Part I 

1. 今天等我來 + 2. 好歌獻給你 

3. 淘汰 + 4. 說謊 

5. 追 + 6. 浮誇 

7. 人車誌 

8. 裙下之臣 

9. 陀飛輪 

10. 沙龍 

11. 葡萄成熟時

Part II 

12. 好久不見 + 13. 喜歡你現在的樣子 

14. 多少 + 15. 達爾文 

16. 愛是懷疑 

17. 2001太空漫遊 

18. 隨意門 

19. 富士山下 

20. 七百年後 

21. Medley（熱辣辣+反斗星+頭髮亂了+好戲在後頭）

22. 芳華絕代 

23. 與我常在 

24. 我的快樂時代 

Encore 

25. 天下無雙 

26. 你的背包 

27. 明年今日+十年 

Part I 

1. 今天等我來 + 2. 好歌獻給你 

3. 追 + 4. 浮誇 

5. 人車誌 

6. 裙下之臣 

7. 陀飛輪 

Part II 

8. 好久不見 + 9. 喜歡你現在的樣子 

10. 十年+明年今日 

11. 愛情轉移+富士山下 

12. 愛是懷疑 

13. 2001太空漫遊 

14. 隨意門 

15. 你的背包 

16. Medley（熱辣辣+反斗星+頭髮亂了+好戲在後頭）

17. 芳華絕代 

18. 與我常在 

19. 我的快樂時代 

Encore 

20. 我甚麼都沒有 + 21. Mr.Lonely 

22. 月球人 

23. Creep 

24. 單車 

Part I 

1. 今天等我來 + 2. 好歌獻給你 

3. 兄妹 + 4. 懷念 

5. 我 + 6. 浮誇 

7. 無人之境 + 8. 失樂園 

9. 人車誌 

10. 裙下之臣 

11. 陀飛輪 

12. 沙龍 

13. 葡萄成熟時 

14. 愛是懷疑 

15. 2001太空漫遊 

16. 隨意門（第一場） 

Part II 

17. 拔河 + 18. 秘密（第一場） / 17. 喜歡你現在的樣子 + 18. 樂園（第二場） 

19. 愛情轉移+富士山下 

20. 十年 

21. Medley（熱辣辣+反斗星+頭髮亂了+好戲在後頭）

22. 芳華絕代 

23. 與我常在 

24. 我的快樂時代（第二場） 

Encore 

25. 淘汰（第二場） 

26. 好久不見（第二場） 

27. K歌之王（第二場） 

28. 講男講女 

29. 月球人 

30. 等等 

31. 倒帶人生 

32. 多少（第一場） / 單車（第二場） 

33. 淘汰（第一場） / 天下無雙（第二場） 

34. 我的快樂時代（第一場） / Mr.Lonely（第二場） 

35. 你的背包（第二場） 

Part I 

1. 今天等我來 + 2. 好歌獻給你 

3. 兄妹 + 4. 懷念 

5. 我 + 6. 浮誇 

7. 好久不見 + 8. 喜歡你現在的樣子 

9. 人車誌 

10. 裙下之臣 

11. 沙龍 

12. 全世界失眠 

13. 不要說話 

14. 愛是懷疑 

15. 2001太空漫遊 

Part II 

16. 我甲你 

17. 愛情轉移+富士山下 

18. 十年+明年今日 

19. Medley（熱辣辣+反斗星+頭髮亂了+好戲在後頭）

20. 芳華絕代 

21. 與我常在 

22. 我的快樂時代（第二場） 

Encore 

23. 你的背包 

24. 淘汰 

25. 講男講女 

26. 月球人 

27. 等等 

28. 倒帶人生 

29. 苦瓜 

30. 單車 

31. 天下無雙 

32. 不如這樣 

33. K歌之王（國） 

34. Special Thanks to... 

Part I 

1. 今天等我來 + 2. 好歌獻給你 

3. 兄妹 + 4. 當愛已成往事 

5. 我 + 6. 浮誇 

Part II 

7. 低等動物 

8. Last Order 

9. 土星環 

10. 我們都寂寞 

11. 世界 

12. 全世界失眠 

13. 好久不見 

14. 愛是懷疑 

15. 謝謝儂 

16. 想哭 

17. 不如這樣 

18. 愛情轉移 

19. 十年 

20. 與我常在 

21. 我的快樂時代 

Encore 

22. 淘汰 

23. 內疚 

24. 看穿 

25. 陀飛輪 

26. 沙龍 

27. 荒蕪中起舞 

28. 沒故事的人 

29. K歌之王（國）

30. 你的背包 

Part I 

1. 今天等我來 + 2. 好歌獻給你 

3. 兄妹 + 4. 當愛已成往事 

5. 我 + 6. 浮誇 

Part II 

7. 低等動物 

8. Last Order 

9. 土星環 

10. 陀飛輪 

11. 沙龍 

12. 全世界失眠 

13. 不要說話 

14. 愛是懷疑 

15. 謝謝儂 

16. 看穿 

17. 內疚 

18. 不如這樣 

19. 愛情轉移 

20. 十年 

21. 與我常在 

22. 我的快樂時代 

Encore 

23. 淘汰 

24. 荒蕪中起舞 

25. 沒故事的人 

26. 我甲你（僅高雄） 

27. 我們都寂寞 

28. 世界（台北） / 對不起 謝謝（高雄） 

29. 好久不見（僅台北） 

30. 孤獨患者 

31. K歌之王（國）（僅高雄）

32. 最後派對 

33. 單車 

34. 苦瓜（台北） / 多少（高雄） 

35. K歌之王（國）（台北） / 想哭（高雄） 

36. 你的背包 

Part I 

1. 今天等我來 + 2. 好歌獻給你 

3. 兄妹 + 4. 不再讓你孤單 

5. 我 + 6. 浮誇 

Part II 

7. 裙下之臣 

8. 陀飛輪 

9. 沙龍 

10. 葡萄成熟時 

11. 苦瓜 

12. 等你愛我 

13. 全世界失眠 

14. 不要説話 

Part III 

15. 愛是懷疑 

16. 謝謝儂 

17. 看穿 

18. 内疚 

19. 富士山下 

20. 明年今日 

21. 與我常在 

22. 我的快樂時代 

Encore 

23. Lonely Christmas+聖誕結 

24. 手信1：一個人回家（盧凱彤） 

25. 手信2：沒故事的人（Yo Yo Sham） 

26. 不如這樣 

27. 張氏情歌 

28. 孤獨患者 

29. 單車 

30. 你的背包 

### 香港站選取歌曲
|    | 日期    | 專輯                                                         | 選取歌曲數目 | 歌曲                         |
| -- | ------- | ------------------------------------------------------------ | ------------ | ---------------------------- |
| 1  | 1997.04 | 與我常在                                                     | 2            | 今天等我來、與我常在         |
| 2  | 1998.05 | 我的快樂時代                                                 | 2            | 我什麽都沒有、我的快樂時代   |
| 3  | 2005.06 | U87                                                          | 3            | 浮誇、葡萄成熟時、夕陽無限好 |
| 4  | 2006.02 | Life Continues...                                            | 2            | 落花流水、人車誌             |
| 5  | 2006.11 | What's Going On...?                                          | 2            | 裙下之臣、富士山下           |
| 6  | 2009.03 | H³M                                                          | 3            | 七百年後 、沙龍、不來也不去  |
| 7  | 2010.03 | Time Flies                                                   | 2            | 無人之境、陀飛輪             |
| 8  | 1979    | 好歌獻給您 （原唱：羅文）                                    | 1            | 好歌獻給您                   |
| 9  | 2008.07 | Binary （原唱：謝安琪）                                      | 1            | 囍帖街                       |
| 10 | 1997.02 | 玩具（原唱：王菲）                                           | 1            | 約定                         |
| 11 | 1989.12 | Final Encounter（原唱：張國榮）                              | 1            | 寂寞夜晚                     |
| 12 | 1962.12 | 單曲，（原唱：史琪特·戴維絲）                                | 1            | The End of the World         |
| 13 | 1997    | 單曲，（原唱：玉置浩二，本曲曾被陳奕迅改篇為「愈想愈無謂」） | 1            | Mr. Lonely                   |
| 14 | 1991.02 | 夢了、瘋了、倦了（原唱：林憶蓮）                             | 1            | 破曉                         |
| 15 | 1988.02 | Virgin Snow（原唱：張國榮）                                  | 1            | 熱辣辣                       |
| 16 | 1979.02 | 反斗星（原唱：譚詠麟）                                       | 1            | 反斗星                       |
| 17 | 1998.06 | 釋放自己（原唱：張學友）                                     | 1            | 頭髮亂了                     |
| 18 | 1995.04 | 三人主義（原唱：草蜢）                                       | 1            | 好戲在後頭                   |
| 19 | 2002.03 | With (梅艷芳專輯)（原唱：梅艷芳、張國榮）                    | 1            | 芳華絕代                     |

## 影音出版
| 日期          | 產品名稱                                     | 類型    | 發行地區 |
| ------------- | -------------------------------------------- | ------- | -------- |
| 2010年7月2日  | DUO 陳奕迅2010演唱會 (3 CD)                  | CD      | 香港     |
| 2010年7月2日  | DUO 陳奕迅2010演唱會 Karaoke (4 DVD)         | DVD     | 香港     |
| 2010年8月2日  | DUO 陳奕迅2010演唱會 Karaoke (2 Blu-ray)     | Blu-ray | 香港     |
| 2010年7月2日  | DUO 陳奕迅2010演唱會 Karaoke (4DVD) (台灣版) | DVD     | 臺灣     |
| 2014年6月18日 | DUO 陳奕迅2010演唱會 (中國內地版)            | CD      | 中国大陆 |

## 外部連結
- DUO 陳奕迅 2010 演唱會 Facebook 官方網站